# James Pulliam
James Arthur Pulliam, född 12 oktober 1863 i Scotland County i Missouri, död 17 september 1934 i Durango i Colorado, var en amerikansk demokratisk politiker. Han var Colorados viceguvernör 1917–1919 under guvernören Julius Caldeen Gunter.
Pulliam efterträdde 1917 Moses E. Lewis som viceguvernör och efterträddes 1919 av George Stephan. Pulliam avled 1934 och gravsattes på Greenmount Cemetery i Durango.